# 월풍마전
월풍마전(Getsu Fūma Den)은 코나미가 1987년 패밀리 컴퓨터용으로 일본에서만 개발하고 출시한 액션 롤플레잉 비디오 게임이다. 이는 수년에 걸쳐 많은 후속 코나미 타이틀에서 참조되었다. 이 게임은 캐슬바니아 II: 사이먼의 원정, 구니스 2 및 닌자터틀: 뮤턴트 대소동(Teenage Mutant Ninja Turtles, NES)와 구조적으로 유사하다.
월풍마전: 불멸의 달이라는 핵 앤 슬래시 "로그배니아" 속편이 2022년 2월 9일 닌텐도 스위치에서 출시되었으며 2월 17일 스팀 (서비스)에서 얼리 액세스를 벗어났다. 플레이스테이션 2용 신월풍마전이라는 속편이 계획되었으나 취소되었다.